# Philoponella republicana
Philoponella republicana es una especie de araña araneomorfa del género Philoponella, familia Uloboridae. Fue descrita científicamente por Simon en 1891.
Habita desde Panamá hasta Bolivia.